# NGC 3464
NGC 3464 è una galassia a spirale (SB(rs)c) situata prospetticamente nella costellazione dell'Idra alla distanza di 181 milioni di anni luce dalla Terra.
In questa galassia sono state individuate tre esplosioni di supernova denominate rispettivamente SN 2002hy (supernova di tipo Ib), SN 2002J (supernova di tipo Ic) e SN 2015H (supernova di tipo Ia).